# Блот

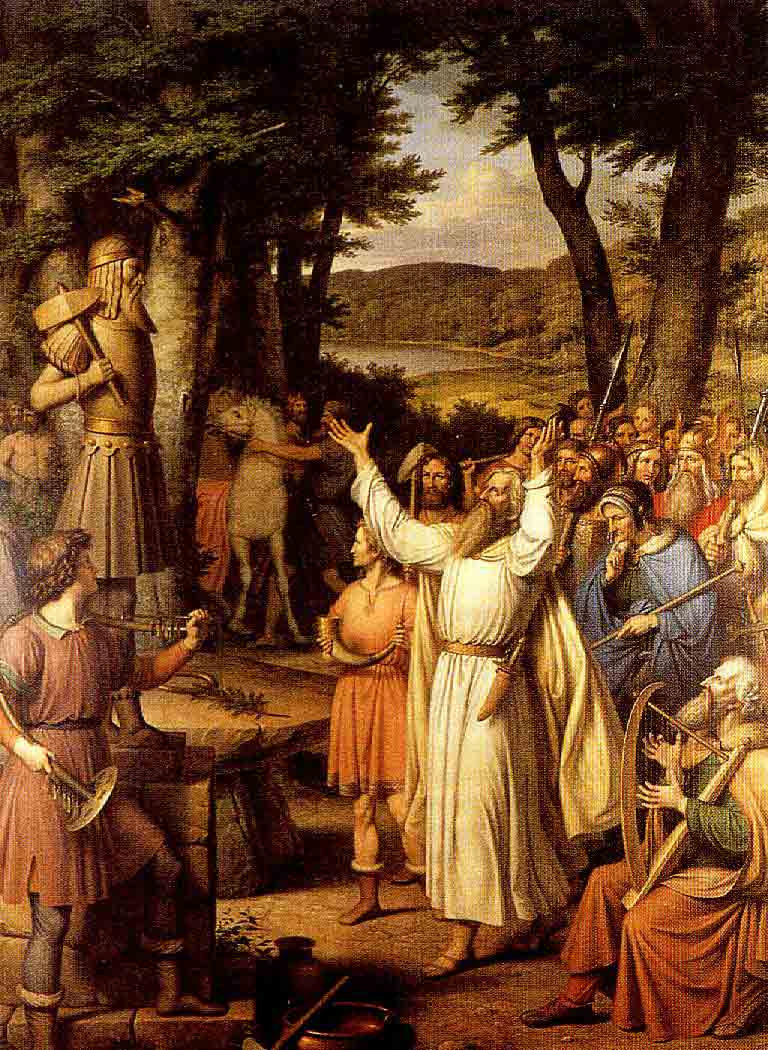
Блот (автор J.L. Lund)

Блот (давньоскан. Blót) — прийнятий у скандинавському язичництві обряд жертвоприношення. Як правило, полягав у ритуальному поїданні м'яса і хмільного меду. Мед могли замінювати пивом і (на бенкетах вельмож) вином. Блот передбачав принесення жертвоприношення богам (зазвичай, це були їжа та напої), яке виливають поверх кам'яного жертовника (хьорга), на священних пагорбах та інших святилищах, що зветься hof (храм).

## Етимологія
Скандинавський іменник blót (від прагерм. * Ƀlōtan) пов'язаний з дієсловом blóta (від давносканд. * Ƀlōtanan), що означає «приносити жертву, пропонувати, поклонятися». Та ж основа з різними називними афіксами зустрічається в давньосканд. * Ƀlōstran — жертвоприношення.
Вважається, що ця основа пов'язана з дієсловом давньосканд. * Ƀlōanan — дути, цвісти, розквітати, як і слова «кров» (давньосканд. * Ƀlōđan) і «цвітіння» (давньосканд. * Ƀlōmōn). Норвезький філолог Софус Бугге був першим, хто пов'язав блот і фламінів, слова похідні до праіндоєвропейського кореня * bhlād- (бурмотіти, шепотіти, базікати). Сучасне англійське слово «благословляти» (англ. Bless), також має спільний корінь зі словом блот в значенні «робити священним через жертвоприношення; позначати кров'ю». Також часто вживається слово Dísablót, що складається з двох частин «disir» або «dis» та «blot». Дісами вважалися жіночі духи, що мали безпосредній зв'язок з людським життям. Зазвичай дісами називали духів, валькірій, норн та навіть богинь.

## Згадки в сагах
Одне з найчіткіших описів блоту можна прослідкувати в «Сагах про Хакона Доброго», описаного Сноррі Стурлусоном:

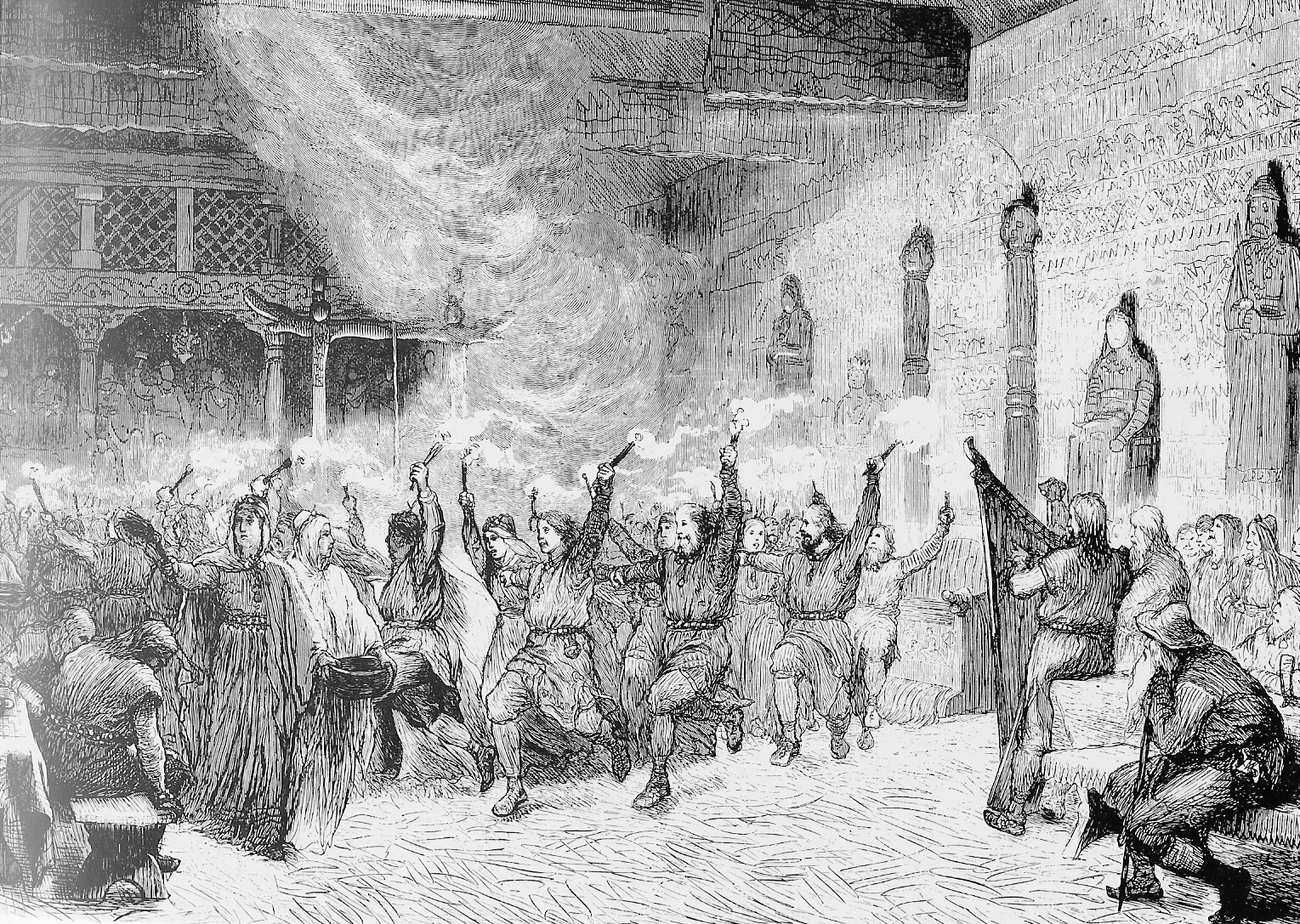
Дісаблот (автор Август Мальмстрем)

«Сігурд Хокансон, як і його батько, часто жертвував. Це була звичайна практика — всі фермери з цих околиць зібралися в храмі (hof), щоб пожертвувати. Всі отримували їжу протягом усього свята. Безліч різних тварин були принесені в жертву, особливо коні. Кров від принесених тварин збирали в чашках, і гілочки використовувалися для розбризкування крові на вівтарі, стіни і учасників культу. М'ясо було приготовано, а потім з'їджено усіма присутніми. Його кип'ятили в котлах, які висіли над вогнем посеред залу. По всьому залу були рознесені кухлі пива, а магнат, який був язичницьким священиком, благословив м'ясо і кухлі».
Dísablót згадується у «Сагах про Хервьор» (Hervarar ok Heiðreks), «Сагах про ісландців» (Víga-Glums), «Сагах про Егіля»
У сазі Джерварара блот проведений восени і виконувався жінкою. У сазі розповідається про дочку короля Альфа з Альфгейму (ельфійського царства), яка «червоніє як хьорг (кам'яний вівтар) жертвами» і була врятована Тором після того, як її викрали.
У сазі Víga-Glúms блот описується як велике зібрання для друзів і сім'ї, блот проводився в зимові ночі на початку зими.
«Зимові ночі» або «Ветрнерт» були особливим часом року в середньовічній Скандинавії, в якому говорилося про «три дні, які починаються в зимовий сезон». Цей термін засвідчений в оповіданні в деяких Легендарних сагах (Fornaldarsögur). Термін «Vetrnætr» в основному використовується для позначення часу, наприклад, «коли осінь переходить у зиму».
Якщо Дісаблот святкували великим колом друзів та родичів, то Альфаблот — жертвоприношення в окремому домі для окремих духів. Альфаблот — жертвоприношення ельфам укінці осені, коли весь урожай був зібраний, а тварини найжирнішими.

Християнізація Скандинавії тривала досить довгий час, язичницькі традиції укорінились. У поемі Аустрфарарвіса (с.1020) християнський скальд Сігват нарікає на те, що н може пройти до будь-якого будинку у час проведення Альфаблоту:
«„Не йди далі, жалюгідний чоловіче, — сказала жінка, — я боюся гніву Одіна, ми — язичники!“.Тоді жінка виштовхала мене силою, пояснивши, що на кожній фермі зараз святкують альфаблот».

## Дати святкувань
Своїм корінням блот сягає праіндоєвропейської релігії. Блот відбувався восени (свято збору врожаю) і в день зимового сонцестояння. За словами Адама Бременського, великий блот в храмі Уппсали відбувався в честь перемог конунга, а також у зв'язку з ворожіннями на майбутній врожай.
Деякі науковці стверджують, що блот святкували чотири рази на рік, зокрема, у дні рівнодення та сонцестояння.
- Зимове сонцестояння (також Midwinter, Yule, найдовша ніч, Jól, Jul, грудневе сонцестояння, зимовий фестиваль Winterfest) — 21-23 грудня
- Весняне рівнодення (також весняне рівнодення, березневе рівнодення, північне рівнодення) — 19-21 березня
- Літнє сонцестояння (Естівальське сонцестояння, Найдовший день, день Св. Джона, Червневе сонцестояння) — 20-22 червня
- Осіннє рівнодення (вересневе рівнодення) — 21-24 вересня

Дехто стверджує, що блот проводили вісім раз на рік, як практикували багато галлів та кельтів — окрім чотирьох основних ще чотири так званих «місячних ритуалів».

## Давній календар
Старий скандинавський календар складався з літнього півріччя і зимового півріччя, а не чотирьох сезонів, до яких звикли сучасні європейці. Зимова половина року починалася в середині-кінці жовтня, влітку половина року починалася в середині-кінці квітня. Деякі з них були пов'язані з цими поворотними моментами.

### Початок зимового півріччя
- Зимові ночі,
- Haust blót «осіння жертва», згадана в Сазі про Інглінгів і в інших текстах
- Völsi blót: Völsi був пенісом жеребця, а обряди, що супроводжють його, описані в Völsa þáttr.
- «Альфаблот» або «Ельфійська битва» були невеликими обрядами. Про ці обрядах мало що відомо, так як вони були оточені таємницями, і незнайомцям про ритуали не розповідали. Однак, оскільки ельфи були колективними силами, тісно пов'язаними з предками, деякі припускають, що альфаблот пов'язаний з культом предків і життєвою силою сім'ї.
- Dísablót

### Узимку
- Йоль, важлива жертва, принесена після зимового сонцестояння. Коли християнство поширилося Скандинавією, 12 липня зазначався yuleblót / winterblót

### У середині зимового півріччя
- Þorrablót (Ісландія)
- Фрейр-блот (Швеція): У сазі про Олафа розповідається про жриць Фрейра, як мандрують по східній Швеції (Уппланд або Седерманланд) із зображенням бога, віддаючи жертву за плодючість.

### Початок літнього півріччя
Цей момент часу відомий як перший день літа в сучасній Ісландії
- Dísablót
- Sigrblót: у сагах про Інглінгів сказано, що одне з великих свят в календарі — в sumri, þat var sigrblót «влітку, для перемоги».

## Закон Одіна
У сагах про інглінгів Сноррі Стурлусона (частина 8), чітко вказано на обрядові жертвоприношення, а саме:
| Þá skyldi blóta í móti vetri til árs, en at miðjum vetri blóta til gróðrar, hit þriðja at sumri, þat var sigrblót. | Має бути жертвоприношення на початку зими для хорошого року А в середині зими для хорошого врожаю Третій літній день — жертва за перемогу. |

## Обряди
Дієслово «blota» дослівно означає «поклонятися» жертвою" або «укріпляти».Жертва зазвичай складалась з свиней, коней та інших тварин.
Виконавець обряду, можливо одягнений в ритуальний костюм, приносив в жертву тварину, кропив його кров'ю стіни приміщення, де здійснювався обряд, статуї богів, своїх помічників, а потім виголошував побажання, що узаконювали цю процедуру. Жертовна кров збиралася в посудину: туди кидали дерев'яні палички, деколи з різними насічками, і по їх розташуванню визначали відповідь щодо того, що станеться в наступному році, що обіцяє доля громаді.
М'ясо тварини варили в великих ямах з нагрітим камінням або на вогнищі, залежно від того, де відбувалося святкування. Священним дійством вважалося й те, що усі охочі збиралися навколо великих вогнищ, щоб пообідати з богами, розділити з ними напої та віддати їм шану. Під час святкування зазвичай просили у богів доброго врожаю, дітей, миру, здоров'я, злагоди, сили, гармонії між людьми та владою.

## Період християнізації
З насадженням християнства, традиції змінювались, однак сягають часів язичництва: наприклад в християнській практиці Євхаристія (Причастя) є видозміненою формою блоту. Як і язичники, християни передають кубок від однієї людини до іншої. Багато християнських свят перейняло практику болту, приносячи жертви християнському богові або просто поминаючи загиблих.
З періоду християнізації практика блота зникла, так как церкви намагались будувати на тих місцях, де відбувалося свято. У дрімучому Тіведенському лісі, як вважається, звичай справляти блот зберігався до кінця XIX століття. В останні десятиліття практику здійснення блоту відновили неоязичники.
З підйомом романтичного націоналізму у шведів проявився інтерес до таких національних традицій, як блот. Свідчення цього інтересу — монументальна (640 × 1,360 см) картина «Жертвопринесення в середині зими» (швед. Midvinterblot) Карла Улофа Ларссона. Написана в 1911—1915 роках спеціально для Національного музею Швеції, картина зображує епізод легенди про принесення в жертву короля Швеції Домальді (Domalde) з метою припинення трирічного неврожаю і голоду, заради свого народу. Ця легенда відображена в сазі про інглінгів.
Експерти Національного музею, де картина була вперше виставлена тільки в 1992 році, називають її найбільш спірною художньої роботою Швеції.